# Radostov
Radostov (německy Radistau) je obec v okrese Hradec Králové v Královéhradeckém kraji. Žije zde 136 obyvatel.

## Geografie
Radostov se nachází v nadmořské výšce 237 metrů, dvanáct kilometrů západně od Hradce Králové. Obec má dvě dílčí části: Starý Radostov a Nový Radostov.

## Historie

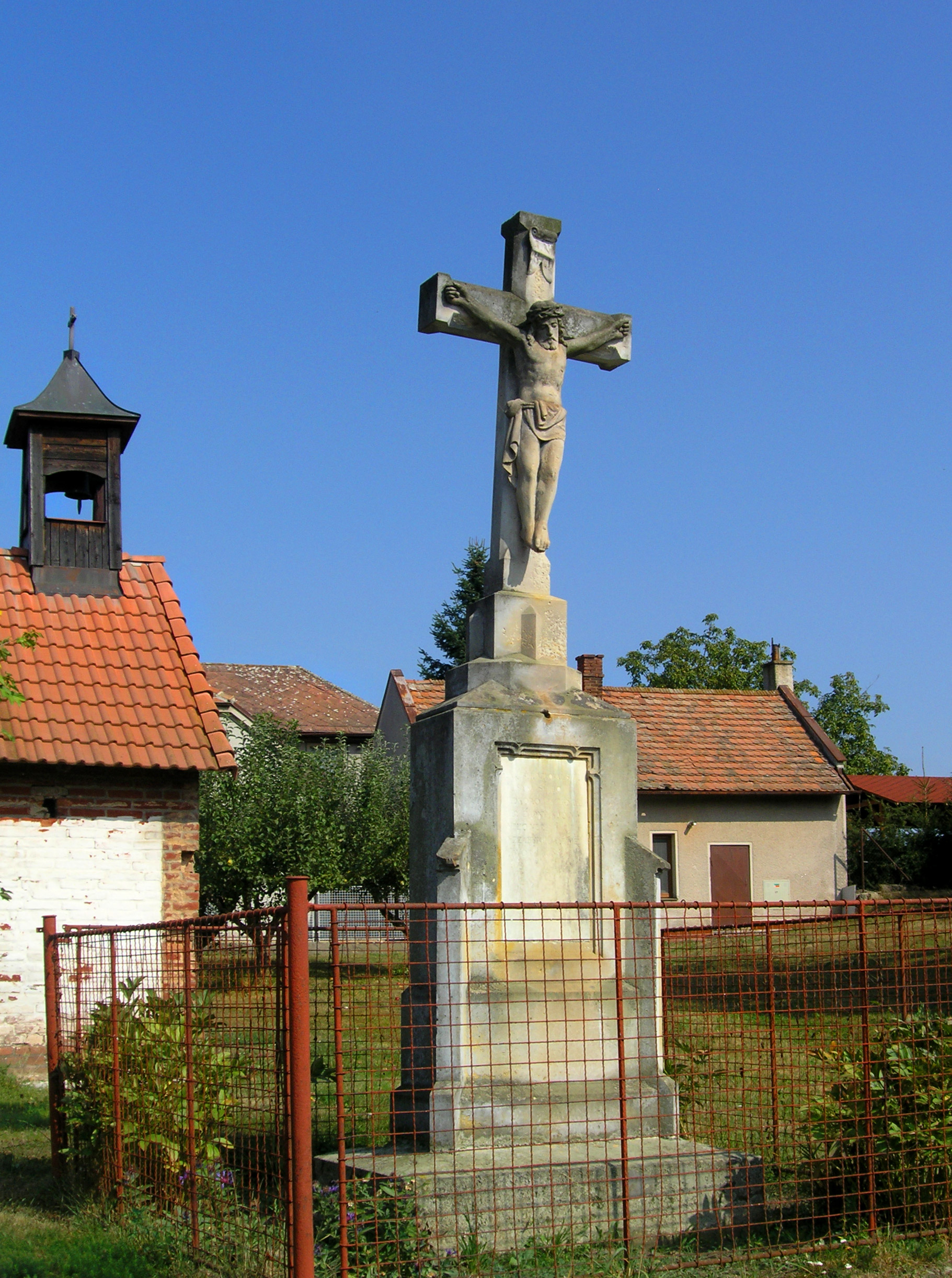
Křížek v západní části obce

### Historie jména obce
Vzniklo přivlastňovací příponou –ův z osobního jména Radosta a znělo Radostův, tj. dvůr. Objevuje se ještě u obcí Radostice a Radostín.

### Starší dějiny
Obec byla založena na vymýcené lesní půdě na přelomu 11. a 12. století. První písemná zmínka o obci však pochází až z roku 1395. Základy obci položila dřevěná tvrz, jejímž prvním známým majitelem byl Aldyk z Radostova. Jména prvních majitelů upadla navždy v zapomnění. Od roku 1663 patřil Radostov Harrachům, kteří ho připojili ke Stěžerskému panství. Před husitskými válkami byl majitelem radostovského zboží Střmen z Radostova. V kronikách je zmínka a jakémsi alchymistovi – Bavor Rodovský mladší z Hustiřan, jemuž Radostov také v 16. století patřil. Patřil mezi nejvýraznější české alchymisty a na Radostově (jak se tehdy říkávalo) si také zřídil svoji laboratoř, kde vydal svoje nejznámější dílo Secreta Aristotelis a mnoho děl přeložil z latiny do češtiny. Pracoval také na dvoře Rudolfa II. Jelikož se mu v hospodářství nevedlo, byl nucen statek prodat (pravděpodobně Harrachovi, kterému patřil až do zrušení roboty). V roce 1512 koupil Radostov Zachař z Plotišť a později přešel všechen majetek do rukou Radeckých z Radče a na Radostově. Pět roků před bělohorskou bitvou je na statku zapsán Kryštov Radecký. Pro účast na vzpouře proti Habsburkům mu byl majetek zabaven.

### 20. století
Plány rozvoje obce překazila první světová válka. Rakouskou polní uniformu obléklo 54 místních záložníků, z nichž se 5 nevrátilo. Do zajetí padlo 6 mužů, do legií vstoupilo rovněž 5. Vesnice byla sužována častými rekvizicemi. Už v druhém válečném roce těsně přede žněmi zavazovala rekviziční komise přímo na poli k nuceným dodávkám obilí za nízko stanovené ceny. Někteří vychytralci se odškodňovali tím, že prodávali živobytí městským rodinám za nepřiměřené peníze.
K částečnému ozdravění hospodářských poměrů v Radostově došlo ve 20. letech, kdy 26 rodin drobných zemědělců získalo příděly z panského velkostatku. Pozemky však bylo třeba nejdříve odvodnit, protože byly příliš mokré a voda snižovala úrodnost. Sotva se zemědělci vymanili z dluhů, postihla je velká hospodářská krize a zadlužovali se znovu.
Obec zvolna konsolidovala meliorační družstvo a se značným nákladem zavedla elektřinu. Začala 2. světová válka. Válečným útrapám se nevyhnul ani Radostov. Tři mladí lidé byli donuceni pracovat v Říši, ale dva z galejí vyvázli tím, že se dali fingovaně operovat[zdroj?].
Podobně jako sousední Hrádek a Radíkovice podporovali i radostovští občané uprchlé zajatce, kteří našli bezpečí v okolních lesích; nasytili je a ukrývali ve staveních. Protože běženci byli chatrně oblečeni, přinášeli jim občané i části oděvu, koncem roku 1944 došlo k dramatické situaci, která neměla daleko k osudu Lidic a Ležáků. Ve večerních hodinách přišli na obecní úřad dva sovětští zajatci, vybavení potřebným oděvem a nasyceni. Starosta z obavy, že jde o provokatéry, přivolal četníky, kteří Rusy v libčanské třešňovce dopadli. Protože u nich nalezli potraviny a části oděvu, vodili je po Radostově od stavení ke stavení a trvali na tom, že chtějí znát dárce. Rusové však nikoho neprozradili. Případu se ujalo gestapo v Hradci Králové a zamýšlelo Radostov vypálit. Nakonec fašisté od surového zákroku upustili, protože Říše spěla rychle k zániku.
Po osvobození usiloval Radostov dohnat šest promeškaných let. Postupně byly asfaltovány komunikace do Libčan a Radíkovic, vystavěna autobusová otočka, obnoveno veřejné osvětlení, které Němci odmontovali, a instalován po vesnici veřejný rozhlas. Národnímu výboru se podařilo získat zajíždění některých autobusů až do obce a pro pohodlí cestujících byla postavena čekárna. Také soukromé podnikaní se v obci plně rozvinulo. Za několik málo poválečných let tu přibylo 11 nových stavení, 10 dalších bylo úplně přestavěno a vybaveno moderním zařízením. V každém domě byl televizor a v mnohých přibývalo chladniček, byty měli koupelny a splachovací zařízení. Skoro v každém domě byl motocykl a 8 radostovských občanů řídilo vlastní auto. Nezapomnělo se ani na úpravu okolí domů. Vkusné oplocení přispělo k celkovému vzhledu obce.

## Současnost

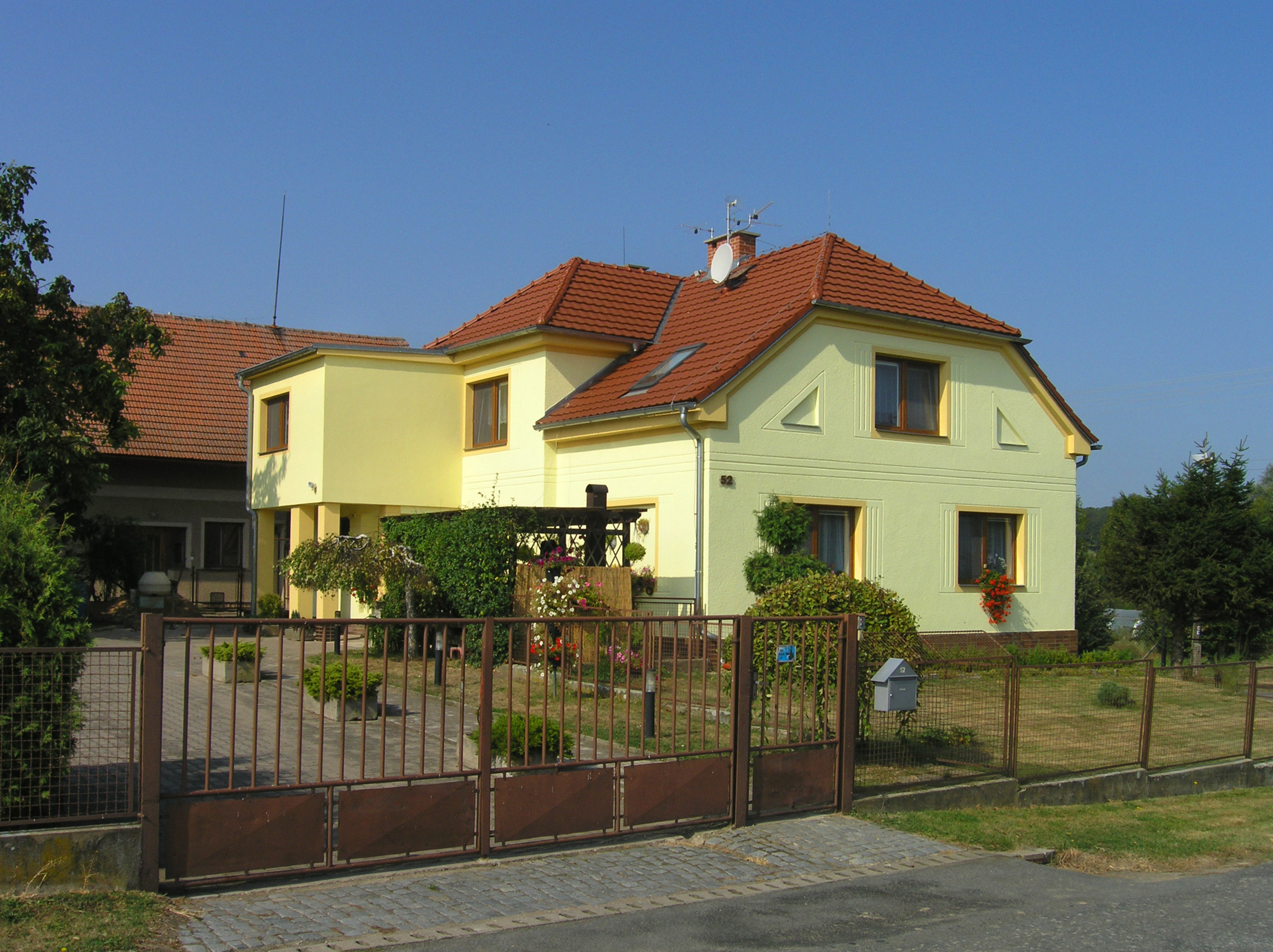
Vila v Novém Radostově

I v současnosti se obec rozvíjí, stále se zde staví nové domy. V obci byla provedena plynofikace a rozšířen telefon téměř do všech bytových stanic.

### Doprava
Do Libčan a Homyle vede z Radostova silnice III. třídy. Na Hrádek a na spojnici obcí Roudnice–Nechanice vedou polní cesty. Asfaltovou vozovku do Radíkovic obhospodařuje Obecní úřad ve spolupráci se ZD Libčany. Autobus jezdí do středu obce, některé autobusy zastavují na spojnici obcí Libčany–Homyle. Obcí neprochází železnice. Nejbližší železniční zastávka je v obci Dobřenice.

### Zemědělství v obci
Zemědělství má v obci velkou tradici a dodnes je zde statek, který se zaměřuje na chov vepřů. Vepřín je součástí Zemědělského družstva v Libčanech, se kterým obec spolupracuje. ZD Libčany mimo jiné zajišťuje obci také údržbu komunikací v zimním období.

### Příroda
Půda je v katastru hlinitopísčitá, kdysi s přebytečnou vodou; po regulaci Radostovského potoka (dříve mlýnského náhonu) a melioracích získala na bonitě. Při obci stával i rybník, který zbahněl a nebyl již obnoven.
V současné době jsou v obci dva soukromé rybníky a jedna požární nádrž. Tyto vodní stavby pomáhají regulovat hladinu spodní vody a především soukromé rybníky slouží pro chov ryb.

## Obyvatelstvo
| Rok            | 1869 | 1880 | 1890 | 1900 | 1910 | 1921 | 1930 | 1950 | 1961 | 1970 | 1980 | 1991 | 2001 | 2011 | 2021 |
| -------------- | ---- | ---- | ---- | ---- | ---- | ---- | ---- | ---- | ---- | ---- | ---- | ---- | ---- | ---- | ---- |
| Počet obyvatel | 227  | 217  | 210  | 215  | 226  | 202  | 181  | 168  | 181  | 147  | 142  | 105  | 111  | 133  | 137  |
| Počet domů     | 38   | 39   | 39   | 42   | 43   | 43   | 49   | 49   | 48   | 44   | 43   | 50   | 50   | 57   | 61   |

## Obecní správa
Při sčítání lidu v roce 1869 Radostov byl obcí v okrese Hradec Králové. V letech 1880–1930 se obec rozdělil na Nový Radostov a Starý Radostov. V letech 1950–1985 byl znovu obcí v okrese Hradec Králové-okolí (1950) a později opět v okrese Hradec Králové. Od 1. července 1985 do 31. prosince 1991 patřil jako část obce k Libčanům a od 1. ledna 1992 je opět samostatnou obcí.

### Obecní symboly
Znak a vlajka byly obci uděleny rozhodnutím předsedy Poslanecké sněmovny Parlamentu České republiky dne 18. června 2003.

## Galerie

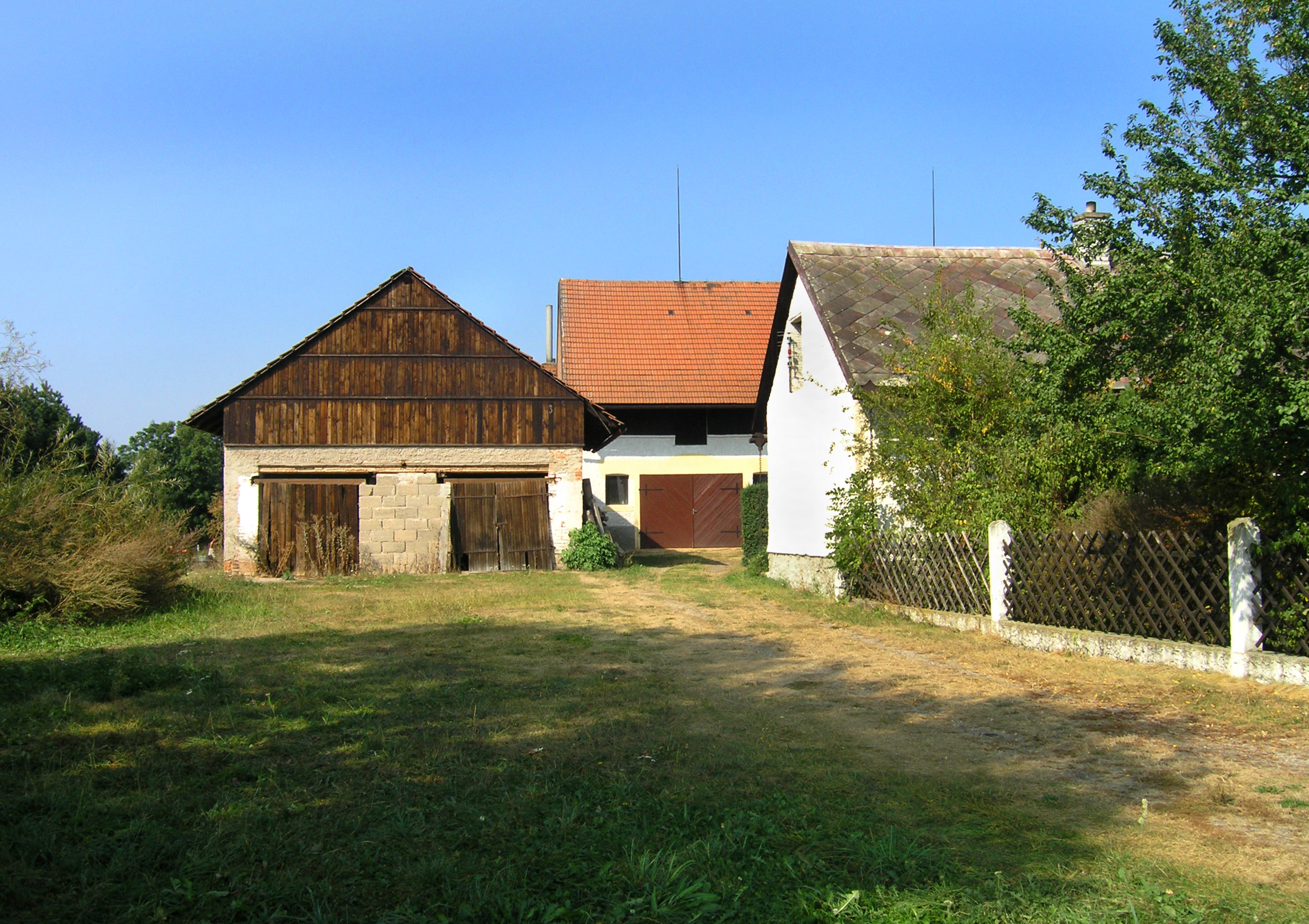
Statek ve východní části obce
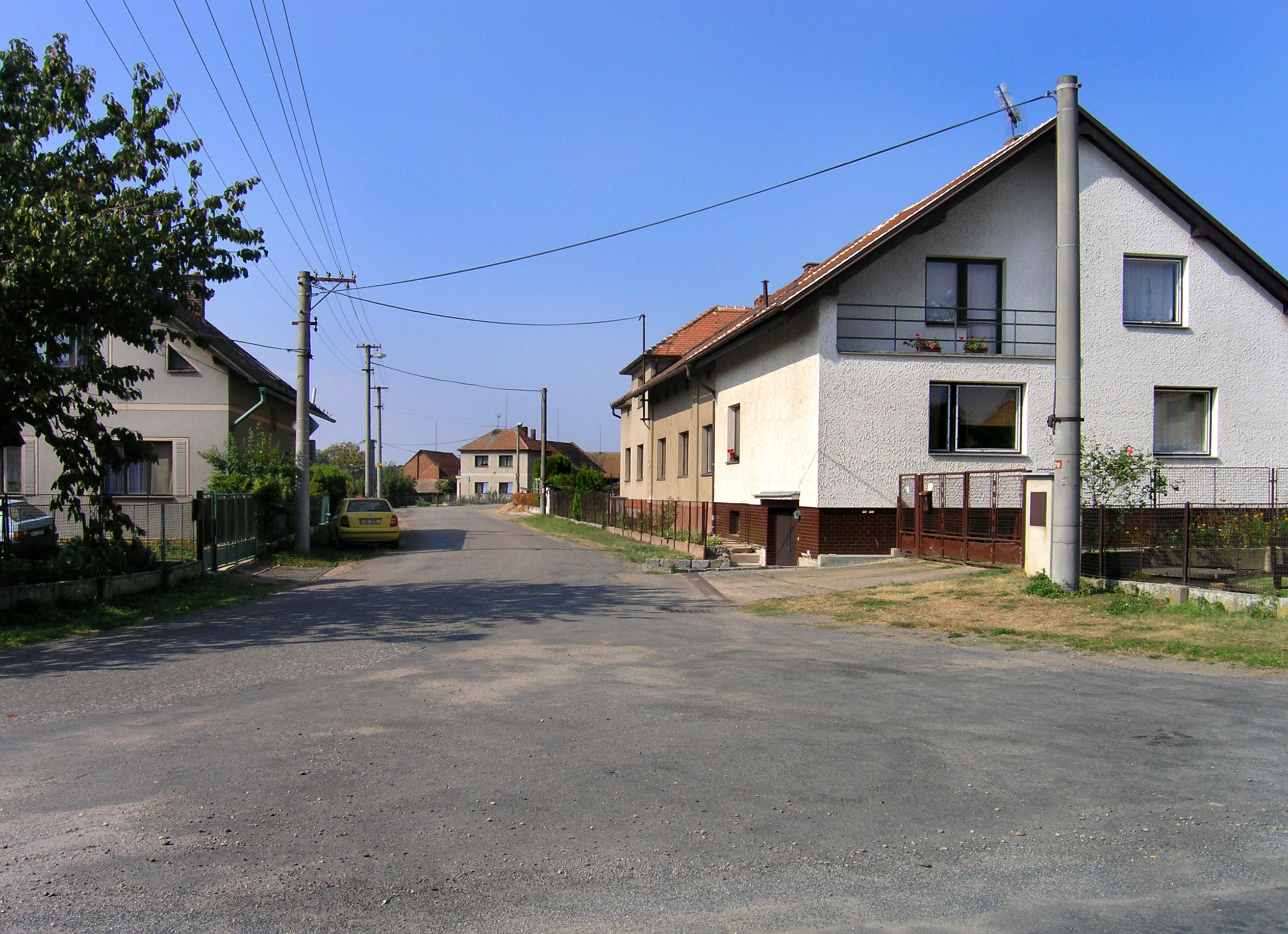
Západní část Radostova
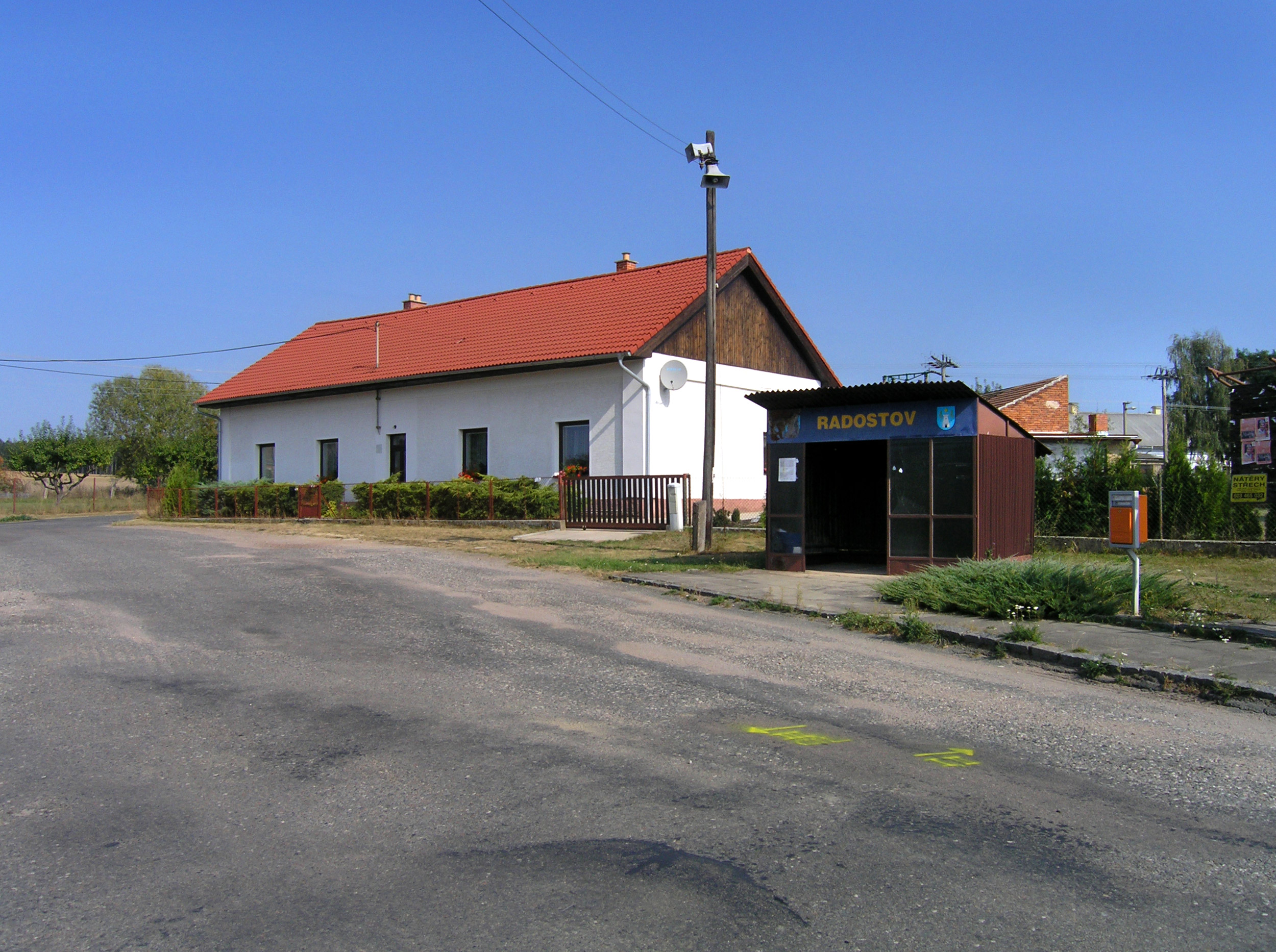
Autobusová zastávka ve středu obce
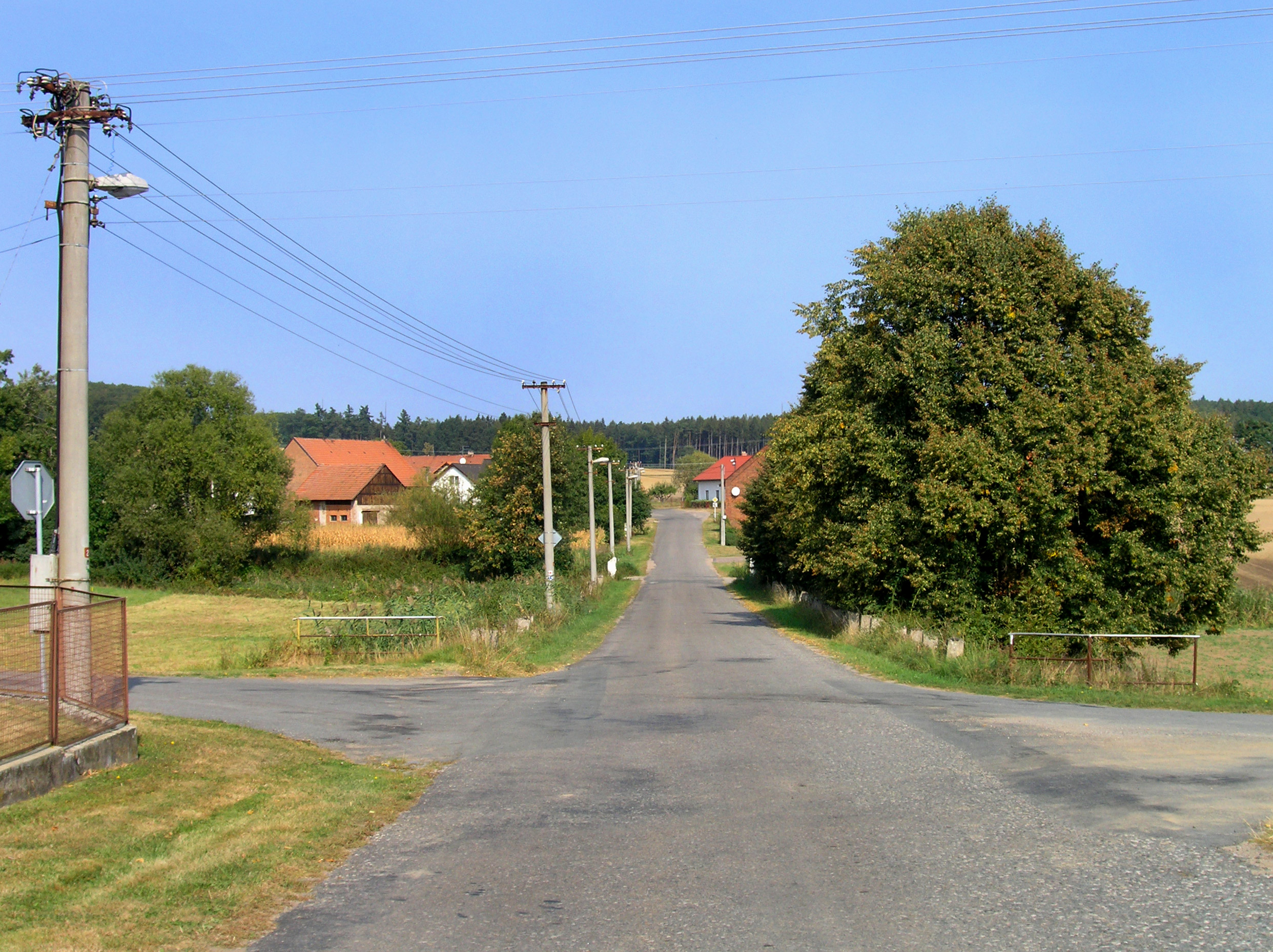
Silnice z Nového Radostova do Radostova